# دهستان شیوه‌سر
دهستان شیوه‌سر نام دهستانی در بخش باینگان شهرستان پاوه، استان کرمانشاه در ایران است. براساس سرشماری مرکز آمار ایران در سال ۱۳۸۵، جمعیت آن ۵۰۲۶ نفر (۱۱۳۳ خانوار) بوده‌است.